# Nepiodes cognatus
Nepiodes cognatus är en skalbaggsart som beskrevs av Francis Polkinghorne Pascoe 1867. Nepiodes cognatus ingår i släktet Nepiodes och familjen långhorningar. Inga underarter finns listade i Catalogue of Life.